# Object request broker

Un object request broker (traduction littérale : « courtier de requêtes objet »), ou ORB, est un ensemble de fonctions (classes Java, bibliothèques C++…) qui implémentent un bus logiciel par lequel des objets envoient et reçoivent des requêtes et des réponses, de manière transparente et portable : il s'agit de l'activation ou de l'invocation à distance par un objet, d'une méthode d'un autre objet distribué (en pratique les objets invoqués sont souvent des services).
Un ORB s'apparente à une tuyauterie permettant les échanges de messages entre objets. Les ORB appartiennent à la famille des middleware (ou intergiciels). La plupart des ORB (hormis la technologie COM/DCOM de Microsoft) s'appuient sur la norme CORBA publiée par l'Object Management Group (OMG).
Deux ORB peuvent communiquer entre eux au travers du protocole Internet Inter-ORB Protocol (IIOP) (voir également General Inter-ORB Protocol).

## Quelques ORB
(mars 2016).
- JacORB : ORB (CORBA 2.3) open source pour java.
- openORB : ORB (CORBA 2.4.2) open source pour java, sous licence proche de BSD, relativement stable et efficace et dont le développement s'est arrêté en 2005.
- ObjectBroker (ex-Digital) : ORB intégré par BEA avec Tuxedo dans l'offre M3 (voir BEA Systems.
- OmniORB : ORB reposant sur la norme CORBA (respectant largement la norme CORBA 2.6), édité sous licence GNU GPL pour Python et C++.
- ORBit : ORB utilisé par GNOME. Respecte la norme CORBA 2.0 à 2.3 selon le langage utilisé (C++, Java, Lisp, Perl, Python, PHP…).
- Orbix de Progress Software : à la norme CORBA 2.6.
- VisiBroker de Borland (ex-Inprise qui a racheté la société Visigenic et a étendu leur produit) : cet ORB respecte la norme CORBA 2.6.